# Renato Gandolfi
Renato Gandolfi (Torino, 17 novembre 1927 – Genova, 30 aprile 2011) è stato un calciatore italiano, di ruolo portiere.
È stato il padre di Ferdinando, Renato e Roberto Gandolfi, questi ultimi due olimpionici di pallanuoto. È scomparso nel 2011 all'età di 83 anni.

## Carriera

### Calcio
Entrato nel vivaio del Grande Torino nel 1940, fu ceduto in prestito per due stagioni alla Carrarese, militante in Serie C. Rientrato in Piemonte, fece parte della rosa granata nella stagione 1948-1949 come secondo portiere: chiuso da Valerio Bacigalupo e frenato da una frattura alla clavicola, disputò due partite nel campionato di Serie A, in cui esordì il 28 novembre 1948 contro la Triestina. 
In occasione di una trasferta in Portogallo, contro il Benfica, gli fu imposto di lasciare il suo posto a Dino Ballarin, che in realtà era il terzo portiere, su pressione del fratello Aldo, che riuscì a convincere il presidente di mandare in Portogallo anche suo fratello; la delusione per Renato fu forte, ma fu proprio questa non convocazione a salvargli la vita, evitandogli di essere coinvolto nella tragedia di Superga.
Rimasto al Torino insieme all'unico altro giocatore superstite, Sauro Tomà, fu riserva di Giuseppe Moro nel campionato 1949-1950, e nel 1950 fu ceduto al Legnano, militante in Serie B.

Gandolfi (in piedi, secondo da destra) nel Legnano del 1950-1951

Con la formazione lilla conquistò la promozione in Serie A, dimostrandosi portiere particolarmente abile nel parare i calci di rigore: nella stagione 1951-1952 ne neutralizzò cinque, eguagliando un record stabilito pochi anni prima dallo stesso Moro e che verrà battuto solo nel 2011 da Samir Handanovič. Nel 1952 ridiscese in Serie B con la maglia del Genoa, conquistando un'altra promozione in Serie A come riserva di Angelo Franzosi; debutta con i rossoblu a causa di un infortunio del titolare, nel riscaldamento della partita Genoa-Legnano del 5 aprile 1953. Nelle stagioni successive il Genoa lo cedette in prestito, dapprima al Legnano, in Serie A, e quindi, nel dicembre 1954, alla Lazio, dove non fu mai impiegato e venne schierato solamente nel campionato Riserve. Rientrato definitivamente al Genoa, giocò da titolare per quattro annate, di cui solo la prima da titolare; confermò la propria fama di portiere abile sui calci di rigore parando, tra gli altri, un penalty nella partita decisiva per la salvezza contro il Verona, nel campionato 1957-1958.
Nel 1959, svincolatosi dalla formazione ligure, scese in Serie C vestendo la maglia del Piacenza, nel quale disputò due campionati con una salvezza e una retrocessione in Serie D. Al termine del secondo campionato si ritirò dall'attività agonistica.
Totalizzò complessivamente 118 presenze in Serie A.

### Pallanuoto
Lasciato il mondo del calcio, si stabilì definitivamente a Nervi (dove aprì anche un negozio) e si dedicò alla pallanuoto: fu allenatore della Mameli Voltri, con cui ottenne l'ammissione al campionato di Serie A 1983-1984; nel campionato di Serie A2 1984-1985 allenò invece lo Sturla, altra squadra di Genova. Il figlio Roberto è stato anche lui portiere, prima al Nervi dove vinse tutto a livello giovanile e poi del Bogliasco dove vinse lo scudetto nel 1981. Inoltre è stato un giocatore della nazionale italiana di pallanuoto con la quale ha disputato un'olimpiade, un mondiale e due europei. Roberto Gandolfi è deceduto nel 2018.

## Palmarès

### Calcio
- Campionato italiano: 1

Torino: 1948-1949
- Campionato italiano di Serie B:1

Genoa: 1952-1953